# Allard V8
Der Allard V8 ist ein offener Sportwagen, den die britische Allard Motor Company Ltd. ab 1937 baute und der auch im Motorsport eingesetzt werden konnte. Es waren die ersten Wagen des Herstellers, die allerdings nicht in Serie, sondern nur auf Kundenanforderung gefertigt wurden.
Ausgerüstet war der Wagen mit dem seitengesteuerten V8-Motor des Ford V8 Modell 01A/02A, der auch in Großbritannien gebaut wurde. Er hatte 3622 cm³ Hubraum (Bohrung × Hub = 77,79 mm × 95,26 mm) und leistete 85 bhp (62,5 kW) bei einer Verdichtung von 6,1 : 1 und 3800/min. Die Autos erreichten eine Höchstgeschwindigkeit von 152 km/h.
Die Vorderräder waren einzeln an einer Querblattfeder aufgehängt. Die angetriebene hintere Starrachse hing ebenfalls an einer Querblattfeder. Der Radstand betrug 2540 mm, die Spurweite vorne und hinten 1422 mm.
Zusammen mit dem ab 1938 angebotenen, stärker motorisierten Schwestermodell V12 entstanden bis 1939 zwölf Exemplare, darunter neun mit dem V8-Motor. Erhältlich waren Ausführungen vom erleichterten „Special“ für den Trial-/Geländesport bis zum eleganten viersitzigen Sporttourer. Die Aufbauten für diese Baureihe bezog Allard von den externen Karosseriebauunternehmen Whittingham & Mitchel, Coachcraft und Ranalah.
1939 wurde die Fertigung kriegsbedingt eingestellt. Ab 1946 wurde mit dem J1 ein Nachfolger gebaut, diesmal in Serie.